# Видове кеч мачове
Многото видове кеч мачове, понякога наричани мачове „с концепция“ или „с образ“ в жаргона на бизнеса, се използват в кеча. Някои от тях се използват относително многократно, докато други са разработени за да помагат в сюжет, и такива видове използвани рядко. Заради дългата история на професионалната борба, много неща са се променили (много мач видове често за били версии на предишни). Тези видове мачове могат да се разделят на няколко различни групи.

## Индивидуален мач
Индивидуалният мач е най-простият от всички кеч мачове, който включва само двама участници, водейки се до една победа. Победа се осъществява чрез туш, предаване, отброяване, нокаут или дисквалификация.

### Версии на индивидуален мач
В мачове, където се залагат титли, шампионите типично (но невинаги) запазват титлата в резултат на дисквалификация или отброяване, независимо кого от участниците е дисквалифициран или отброен, което е познато като „предимството на шампиона“. Коментатори и планиращите често го обясняват като казват че претендента „трябва да победи“ шампиона. С това, някои сюжети имат шампиони злодеи, които запазват титлите, когато нарочно загубят мачове от такъв вид.
Някои от най-често срещаните варианти на индивидуалните мачове ограничават възможните начина за загубата: само тушове са позволени в Мач с тушове, само предавания са позволени в мач с предавания, и т.н. Друга версия е мач с лимит на времето, в който се води, докато лимита свърши или кечист, получил победа; в предишни събития, различен метод (реакции от публиката, съдии или реванш) е използван за определяне на победител. Мачовете с лимит на времето са използвани по времето на водевил дните на професионалната борба, като начин да спрат мачове, които са твърде дълги (някои мачове са били дълги с часове).

### Специален съдя
Също познато, като специален гост съдя е всеки мач, в който обикновения рефер е заменен с „гост“, участващ като съдия. Знаменитости, (като Мохамед Али в главния мач на КечМания), мениджъри и други кечисти могат да „гостуват“ като специален рефер. В някои случаи, специалният съдя е в мач, който вече е от различен вид или условие (например: Мач в Адска клетка със специален гост съдия). Специалния съдия често, би бил пристрастен или срещу един от участниците, или ще бъде назначен като специален съдия, за да се гарантира, че в мача ще се установи ред. През септември 1999 г., в WWF, след като всички съдии се ядосват от непрекъснатото атакуване от борците, те започват стачка (kayfabe), водейки други работници на WWF (най-вече Харви Уипълмен и Том Причард, заедно с Джим Кордерас) да стават „краб“ рефери до нощта след Непростимо, където Винс Макмеън дава на редовните реферите повече власт в мача (заедно с глобяването на Трите Хикса за удрянето на един, същата нощ).

## Отборен мач
Мачовете често се водят между два отбора, най-често включвайки по два члена. В повечето случаи, един член от отбора се бие на ринга, а един или повече съотборници стоят зад въжетата. Борците си сменят местата след докосване един с друг, често познато като дай пет. Това може да създаде напрежение по време на срещата, когато контузен борец в средата на ринга опитва да достигне до неговите/нейните съотборници), често екипа на злодеите им пречи да го направят. В типичен отборен мач се използват стандартните кеч правила за свършване на мач чрез туш, предаване, отброяване и дисквалификация.
Федерациите често изтъкват отбори, които най-често се бият в отборни мачове вместо индивидуални, въпреки че екипи често се разделят за да преследва индивидуална кариера, обикновено чрез обръщане на гръб. Отбори често се състоят от реални приятели или роднини. В друг случай, отбори са описани заедно от организатори въз основа на статуса им на добри или лоши, за да се увеличи количеството на борците на картата или да напредне с множество сюжети наведнъж.
Компании, като WWE, често имат Отборни титли за отбор от два кечиста, и в редки случаи, е позволено съюзник на шампионите да защитава титлата на мястото на един от шампионите съгласно правилото на Фрийбърд. Въпреки че често в мексиканската свободна борба, както и WCW имат шампионски титли за отбори от трима.

### Многочислен отборен мач
В този отборен мач участват два отбора с по повече от двама съотборници/чки. Най-често отборите в такива мачове са изцяло добри срещу лоши, докато може да съществуват отбори, включващи добри и лоши съотборници/чки. В отброния мач между шестима, осмина, десетима и т.н. няма елиминации, т.е. се води до един туш или предаване. Той може да завърши и чрез дисквалификация, отброяване и равенство.

### Смесен отборен мач
Това е отборен мач, включващ отбори и от двата пола. В този мач мъжете се бият с мъже, жените с жени и се сменят с докосване както в обикновен отборен мач. Смесеният отборен мач с 6 души също се случва често, популяризиран през 2000 от Екстремния отбор.

### Елиминационен отборен мач
От време на време отборните мачове се под елиминационни правила; загубилия кечист е елиминиран от мача, но е позволено останалите участници от неговия/нейният отбор да продължат докато всички участници от един отбор са елиминирани.
Един известен пример от този мач е мача Сървайвър, използван в WWE на техния годишен pay-per-view турнир Сървайвър. Отбори от четири или пет, дори в някои случаи седем съотборници, се бият под елиминационни правила. Всички други стандартни правила се използват, и член от отбор може да влиза и излиза във всякакъв ред. Докато някои отбори са вече установени групировки, други трябва да обединяват членове за техния отбор.

### Торнадо отборен мач
Първоначално познат като Тексас Торнадо мач. В този мач на всички кечисти, включени в него е позволено да бъдат на ринга по едно и също време, така всеки кечист може да отбележи туш. Спорно е дали това наистина е „отборен мач“ или не, тъй като той не включва смяна, но се провежда между отбори. Първият мач от този вид се провжда на 2 октомври 1937, в Хюстън между Майло Стейнборн и Уискърс Савидж срещу Тайгър Даула и Фазул Мохамед. Това е творение на председателя Морис Сийгъл.

## Мач Победителя взима всичко
Мач Победителя взима всичко е мач, където два кечиста (или отбора, ако е отборен) са шампиони в мача, и победителя получава титлата на загубилия, по този начин „взима всичко“. Друг мач е когато всички стандартни кеч правила се използват, но шампионската титла може да смени носител чрез отброяване или дисквалификация.

## Мач Тушовете важат навсякъде
Мач Тушовете важат навсякъде е мач, където само тушовете могат да бъдат на всяко място, пренебрегвайки стандартното правило, където те трябва да бъдат на ринга и между въжетата. Това също елиминира и обикновеното правило за „отброяване“. След като мача може да се проведе в различни части на залата, „Тушовете важат навсякъде“ е почти винаги придружен с условията на „Без никакви ограничения“, праейки мача хардкор, което позволява на кечистите да използват всякакви предмети, които могат да намерят където и да се бият.
Версия на едно от правилата е, че когато има туш, туширания губи мача ако не може да се върне на ринга в рамките на определен период от време – обикновено преброяване на 10 или 30 от съдията. Ако тушираният кечист стигне до ринга в този период от време, мача продължава. Под тези правила, всички тушове трябва да бъдат извън ринга, което технически не прави мача тушовете важат навсякъде.
Нова версия на мача, Предаванията важат навсякъде, дебютира на Точка на пречупване в мач между Дегенерация Х и Наследниците.
Главно, тушовете важат „навсякъде“ де факто все още има ограничение, което е че тушовете се правят някъде в залата (поради законните правни последици от наличието за мач на терен, където собственикът не е дал съгласието си), но на Клането на Св. Валентин: Във вашия дом, например има туш, където Хардкор Холи тушира Ал Сноу буквално на брега на река Мисисипи.

## Мач със знамена
Мач със знамена в основата си е кеч версия на улавяне на флага. За мача две знамена са поставени на противоположни обтегачи, всеки от които представлява определения борец или отбор, както и целта на срещата е да се извлече знамето на противника и да го повдигне, защитавайки своето знаме. Мач с химн е вариант на мача със знамена с добавено условието, че химна от родната страна на печелившата борец или отбор ще се възпроизведе в залата след мача, подобна на тържество за олимпийски медал. Това може да се използва за насърчаване на патриотизъм за добър борец или гняв за лошия борец.

## Хандикап мач
Мач с хандикап е всеки мач, където един кечист или отбор от кечисти се бият срещу отбор от кечисти с цифрено превъзходство, като двама срещу един, двама срещу трима, и т.н. Нормално, добрите са по-малко, а лошите имат повече хора в техния отбор за да покажат нечестно превъзходство. В някои мачове с хандикап двама на един, отбора се бие под отборните правила, и единствения човек е на ринга през цялото време. В други, като Торнадо мачове, всички участници са на ринга по едно и също време.

## Мач Железния човек
Мача Железен човек е мач с многократни тушове за определено време. Мача се печели от кечист, който направи повече резултати до края на времето, чрез туш, предаване, дисквалификация или отброяване.

## Мач с дървари
Мач с дървари е обикновен мач, с изключение, че ринга е обграден от група кечисти, не участвайки директно в него. Тези кечисти, познати като дървари – жените кечистки са наричани дърварки – са там, за да не позволят на кечистите в мача да излизат от ринга. Групите дървари са типично разделени на групи от добри и лоши, които са в срещуположните страни на ринга. Обикновено, „срещуположните“ дървари (добрите дървари, ако кечиста е лош, и обратно) удрят кечистите ако напуснат ринга и ги връщат обратно. Случайни намеси от дърварите не са необичайни, нито сбиване от външната страна с участието на повечето от дърварите. Първите мачове с дървари, дори включват дървари, носещи стереотипно облекло на дървосекачи в съответствие с темата на дървар, макар че това вече не се прави. Обща тема е за дърварите, да се състоят изцяло от лоши борци, за да намалят шансовете на добрия участник.

## Мач „Предавам се“
Мач „Предавам се“ е вид мач, в който единствения начин за победа е да се накара опонента да каже думите „Предавам се“ (обикновено на микрофон). Това е вид мач с предаване, тъй като може да се спечели само с предаване, но е специално, че предаването трябва да е под формата на казването на „Предавам се“ от опонента. В общи линии, ако кечиста нокаутира опонента си, или му прилага хватка за предаване, той ще бъде попитан – или от съдията, или от кечиста – ако иска да каже думите на микрофона. Мачовете „Предавам се“ са общо използвани за прекратяване на вражди и да злепостави съперника, след като казването на „Предавам се“ обикновено е знак за приета малоценност.

## Хардкор версии
Хардкор кеч е като професионалната борба, но някои или всички от традиционните правила не се използват. Най-вече това означава, че няма дисквалификации, което от само себе си елиминира отброяването, позволявайки решенията да се състоят навсякъде. Други общи версии на хардкор мачове са Уличен бой (в който кечистите са облечени в нормални улични дрехи), Мач с екстремни правила, Мач с ултра-нисилствени правила и Мач без никакви ограничения.

### Мач без ограничения
Мач без никакви ограничения, също познат като мач без дисквалификации, или понякога като Мач Всичко е позволено, Бут Камп или Мач с правилата на Рейвън, е мач където нито един от кечистите не може да бъде дисквалифициран и се позволяват оръжия и външна намеса. Ключовите разлики между мач без ограничения и стандартен хардкор мач са, че тушовете трябва да се правят на ринга и не се използват толкова много оръжия. Мач, който не използва дисквалификации, а тушовете важат на ринга, може да се нарече Мач без забрани или уличен бой.
Мач без ограничения, може да се използва за вражди, където претендента е спечелил мач срещу шампион, но не е спечелил титлата, защото шампиона е бил дисквалифициран (титла сменя носители само чрез туш и предаване).

### Мач Последният оцелял
Мач Последният оцелял е мач в стил хардкор, където единственият начин да спечелиш е чрез нокаут, което значи, че един кечист губи мача ако не отговори на отброяване до 10, след поваляне, подобно на нокаут правилото на боксов мач. За да предотврати загуба, поваленият борец трябва да се изправи на крака до 10, но не може да загуби от отброяване до 10 като напусне ринга.
В TNA (Total Non-stop Wrestling), Медисън Рейн, която е петкратна Нокаут шампионка на TNA, защитава нейната титла в първия някога мач последната оцеляла срещу нейната съперница, Мики Джеймс на Срещу всеки шанс през 2011. Подобен вид мач е Тексаски мач до смърт (също Мексикански мач до смърт), където кечист трябва да бъде туширан или предаден, преди отброяване до 10 от съдията.

#### Мач без отброяване
Мача без отброяване е обикновен мач, където двама участващи могат да останат извън ринга или да са повалени за по-дълго от стандартните 10 или 20 секунди.

## Версии с условие
Както професионалният кеч се стреми да разкаже една история, някои мачове се правят единствено с цел напредване на сюжета. Това обикновено е свързано с губещия от един мач да бъде наказан по някакъв начин.

### Мач Целуни ми кракът
Някои мачове включват Брет Харт срещу Джери Лоуър по време на pay-per-view турнира Крал на ринга през 1995 и Лоуър срещу Майкъл Кол по време на Отвъд предела през 2011. Подобна версия на този мач е мач Целуни ми задника, в който загубилият трябва да целуне победителя отзад и е използван по време на Атитют ерата на Федерацията. На две различни места се споменава като мач 'Цуни ме отзад', веднъж на мач, провел се в Англия и за мач между Ирландския кечист Шеймъс и Долф Зиглър.

### Лучас де апуестас
Luchas de Apuestas (Хазартни борби) са мачове, където двата кечиста трябва да заложат определено нещо (маски или коса) на претендента. Загубилият в мача губи залога, като сваля маската си или си обръсва косата. Възможно е кечист да заложи нещо на някой друг, и същото условие важи при загуба. Тези мачове имат история в Миксико.
Най-популярните видове залози са маската на маскиран кечист и косата на немаскиран кечист, най-много в мачове Маска срещу Маска (на испански: Máscara contra Máscara), Маска срещу Коса (Máscara contra Cabellera), или Коса срещу Коса (Cabellera contra Cabellera). Както маските и косата, шампионска титла, или кариери (като Пенсиониращ мач) могат да се залагат във всякаква комбинация.

## Версии с оръжие
Въпреки че използването на външни обекти, мачовете обикновено вземат името на оръжието, което се използва („мач с пръчки“, „мач със столове“). Следва списък с мачове на версии с оръжие, където допълнителни правила изместват или заместват стандартните правила.

### Мач със стълби
Мач със стълби е мач, където определен предмет (често титла и рядко договор за титла) е поставен над ринга, а победителят е този, който пръв се изкачи по стълба и го получава. Това често се ползва в WWE с техните мачове за Договорът в куфарчето. Стълбата може да се използва като оръжие.

#### МСС мач
Мач с маси, стълби и столове (често известен като „МСС мач“), е вид мач със сълби, но столове и маси също са представени като позволени оръжия. Първият МСС мач се провежда между Острието и Крисчън, Дъдли Бойс и Харди Бойз на турнира Лятно тръшване през 2000. От 2009, WWE има турнир през Декември, наречен МСС: Маси, стълби и столове, който включва тези мачове като ключови мачове. Мачът има две версии. Едната е като мач със стълби, където играчите трябва да вземат предмета, закачен над ринга. Другата е традиционен мач, в който се печели чрез туш или предаване. TNA нарича тази версия „Full Metal Mayhem“.

### Мач Предмет на кол
Мач Предмет на кол – където името на предмета, който е на кола; „Стол на кол“, „Чук на кол“, „Пръчка на кол“, „Бухалка на кол“, „Верига на кол“, „(WWE) Договор на кол“, „Пинята на кол“ или „Джуди Багуел на кол“ – е мач, приличащ на мач със стълби. В този случай, е закачен на кол, който е поставен в един от четирите ъгъла на ринга, а кечистите се бият, докато някой не го получи. Но не както мач със стълби, получаването на предмета невинаги свършва мача; това само позволява на кечиста да го използва като оръжие. Това не е мач без дисквалификации; оръжието на кола е изключение на правилото за дисквалификация. Обаче, по някой път е мач без дисквалификации, в който всяко оръжие, плюс това на кола, може да се използва.
Съществуват много версии на „Мач с кол“. В някои случаи мача е подобен на мача със стълби, в който получаването на предмета свършва мача. В други, има предмети на всеки ъгъл. Освен това все още може да има смесица от двете, където предмет поставен на всеки обтегач, един за прекратяване на мача, а останалата част да бъде използвана като оръжия. TNA използва „Мач с кол“ за да правят друг мач, поставяйки предмети в четири от шестте обтегача с обещание, че първият кечист, получил предмета, ще бъде позволено да го ползва седмици по-късно във вече планирания мач в клетка. Може да бъде мач „Feast or Fired“, където във всяко куфарче има договор за Световната титла в тежка категория на TNA, Отборните титли на TNA и Х-Дивизионната титла на TNA, а в последното куфарче има розов картон, което значи, че притежателя му ще бъде уволнен незабавно, но ако играчът с шанс за Х-Дивизионната титла се опитва да печели титлата, не може да се използва за Световната титла в тежка категория.

### Мач с руска верига
Мач с руска верига е мач, където двата кечиста да са завързани за китките. Няма тушове, предавания, дисквалификации или отброявания. Единственият начин за спечелване, е чрез докосване на всеки от четирите обтегача без да бъде спрян. Ако бъде спрян, тогава съдията прекратява резултата и трябва да почне на ново. Първият мач с руска верига в WWE е на Екстремни правила през 2015, където Джон Сина побеждава Русев и запазва Титлата на Съединените щати.

### Мач с маси
Мач с маси е мач, в който се печели, когато противника някак е счупил маса, заради техния опонент. Може да се спечели само с нападателен ход.
Мачовете с маси могат да се водят между отбори, и с елиминации и с правилото за едно „счупване“. Обичайно е мачове с маси да включват също клаузата „без дисквалификация“, която ги превръща в хардкор мачове по естеството (въпреки че този вариант също може да бъде на ротационен принцип, известен като хардкор мач с маси). В някои оторни мачове, човек може да спаси съотборника си като счупи маса със собственото си тяло. Очевидно това не се брои срещу отбора. По „екстремна“ версия, е мача с горящи маси, който изисква масата, да бъде в пламъци преди противника да е преминал през нея.

## Версии в клетки
Някои мачове се провеждат в специални затворени среди. Въпреки че по-голямата част от тези заграждения са създадени във или около ринга, някои от тях са поставени отделно от него. Във всички случаи, срещите се считат в самата структура и повечето мачове със загражденията се прекратяват от туш или представяне, освен ако предварително са направени други специфични условия.

### Стоманена клетка
Клетките са едни от най-старите заграждения, използвани в професионалната борба. Според някои историци, първият „мач в клетка“ от всякакъв вид се е провел на 25 юни 1937 г. в Атланта, Джорджия. Тази среща се състои в ринг, заобиколен от телена мрежа за пилета, за да запази атлетите вътре и попречи всякаква потенциална намеса в мач. Те са се развили много с течение на времето, като са се променяли от телена мрежа до стомана, до телената ограда (последната вече е стандарта, поради това, че е по-евтина за производство, по-лека за транспорт, по-гъвкава и по този начин по-безопасна за борците).
Мач в стоманена клетка е мач, който се води в рамките на една клетка, образувана чрез поставяне на метал, вплетен наоколо, в, или срещу краищата на ринга. Начините за печелене в мача в стоманена клетка са чрез туш, чрез предаване или чрез бягство от клетката над горната част на стената на клетката и, след това двата крака да докоснат пода на залата, или чрез бягство през вратата на клетката и двата крака, докосващи пода на залата. Възможно е един борец да се опитва да избяга над горната част на стената на клетката, докато още един се опитва да избяга през вратата на клетката. В Мексико, мачовете в стоманена клетка се печелят само чрез изкачване върха на стената на клетката. В ринга на TNA, мачовете се наричат „шест страни на стомана“, като клетката е около шестоъгълния ринг.

### Адска клетка
Специфичен вид мач със заграждение, управляван от WWE, където голяма клетка, която се простира извън страните на ринга и се спуска около него, оставяйки място между ръба на ринга и стената на клетката. Оградата на клетката също се простира около горната част на клетката, а оттам и наименованиетио „cell“. За разлика от стандартния мач в клетка, няма условие за бягство (и е доста често за мачовете в Адската клетка да се излиза извън клетката и дори на тавана на клетката), мачът може да бъде спечелен само чрез туш или предаване, няма дисквалификации и борците са свободни да правят каквото трябва за да спечелят. Тушът или предаването могат да се случат навсякъде и всичко може да се използва като оръжие. Клетката също може да се използва като оръжие. Този вид мач извън WWE се счита за обикновен мач в клетка, тъй като повечето промоции не смятат бягството от ринга като победа.
Благодарение на правилото „буквално всичко е позволено“, този мач е разработил скандална репутация в своите ранни години. Много борци са ранени по време на тези срещи (а именно, Мик Фоли), и най-невероятните каскади, взети по време на тези срещи се говорят и до днес. В кийфейб, то се счита за най-опасния мач в цялата федерация. Джей Ар е говорил за клетката като за „демонската постройка“, която е „създадена за травми“. Има общо 30 мача в Адската клетка, Гробаря и Трите Хикса имат общо 21. Първият мач е между Гробаря и Шон Майкълс през 1997.

### Елиминационна клетка
Елиминационната клетка, която е създадена от Трите Хикса и представена от Ерик Бишов в WWE през 2002, е огромна, кръгова стоманена клетка, която обгражда ринга изцяло, включително създаване на решетъчен под отстрани. Вътре в клетката, при всеки обтегач, има прозрачна „капсула“, където четири от шестте участници в мача трябва да чакат, докато бъдат освободени, за да се присъединят към двамата, които са започнали от биенето на първия званец. Както подсказва името, борците се елиминират един по един чрез туш или предаване, докато остане само един. Екстремна Елиминационна клетка се провежда през 2006 г. на Касапски декември, където е дадено оръжие на всеки борец, който чака в капсулата. Металът е черен и камерите са изработени от „бронирано стъкло“. Клетката е с диаметър 11 метра, състои се от 16 тона стомана и 3,2 километра вериги. От 2010, WWE има годишен турнир всеки февруари, включващ този вид мач като един от главните мачове. През 2015, събитието е сменено с новото събитие на Бързата лента. Елиминационната клетка се завръща като специално събитие по WWE Network на 31 май за да определи новият Интерконтинентален шампион и Отборни шампиони.

### Пенджабски затвор
Мача в Пенджабски затвор, кръстен на щата Пенджаб, от който е обявен Великият Кали (създателя на мача), включващ две бамбукови клетки, подсилени със стомана. Първата е четириъгълна, висока 4,8 метра, а втората е осмоъгълна, висока 6 метра и около първата.
Вътрешната клетка има малка врата на всяка страна и съдии, които ги отварят, когато кечиста настояе. Всяка врата се отваря само веднъж, като стои отворена само 60 секунди, след което се заключва с катинар. Когато и четирите врати са заключени с катинар, участниците трябва да се изкачат на върха на клетката. Между двете клетки може да има маси, които се използват за оръжие. Има и колани, които може да се използват за задушаване на опонента. Когато кечиста напусне първата клетка, трябва да прескочи втората, и да докосне пода на залата, за да спечели мача.

### Лудница
Мач в лудница е мач в модифицирана стоманена клетка, където оръжия, свързани със създателя на мача Дийн Амброуз висят от платформа над горната част на стоманената клетка. Ключовата опция „избягване от клетката“ в мача в стоманена клетка не се използва в този мач, единствения начин за победа е чрез туш или предаване. Първият мач от този вид се провежда на Екстремни правила 2016 между Дийн Амброуз и Крис Джерико.

## Мач с линейки
Мачът с линейки се води под хардкор правила, няма тушове, предавания, дисквалификации и отброявания. Печелиш, когато вкараш своя опонент в задната част на линейка и да затвориш вратата.

## Мач с носилки
В мача с носилки, един кечист трябва да умори противника си до такава степен, че да може да го постави на носилка и да го закара до финалната линия; обикновено покрай линията в началото на входната рампа. Мача не може да завърши с туш, предаване, отброяване или дисквалификация. Примерите включват: Брок Леснар срещу Грамадата, Острието срещу Кейн, Финли срещу Рей Мистерио, Ренди Ортън срещу Роб Ван Дам, Батиста срещу Шон Майкълс, Мат Харди срещу Джеф Харди и Ренди Ортън (с Тед Дибиаси & Коуди Роудс) срещу Трите Хикса (като част от Трите адски етапа) и Джон Сина срещу Кейн.

## Видове с много участници
В някои случаи, мач може да бъде между повече от двама индивидуални борци или отбори.

### Мачове без елиминации
Най-общия пример за мач без елиминации е Тройният мач (познат като Тройна заплаха в WWE и Триъгълен мач в WCW, както и сред други), където три кечисти се бият под стандартните правила, но първият участник, направил туш или предаване се обявява за победител. Едно изключение от индивидуалния мая е, че тези мачове често изключват дисквалификации. В много федерации, няма типични разлики между двата термина. Четворния мач (познат като Фатална четворка в WWE) е подобен, но включва четири кечисти.
На 15 февруари 2016, Стефани Макмеън обявява на Първична сила първият някога мач Фатална петорка, с пет кечисти на ринга (първият туш/предаване определя победителя). Американската независима федерация, USA Xtreme Wrestling използва мач, включващ 8 – 12 участници, познат като 8 Ball Challenge. На КечМания 30, „мач с покани от Вики Гереро“ е мач между 14 участнички, където първата отбелязала туш или предаване се определя за победителка.
В някои случаи, мачове с много участници се играят под правилата на отборен мач. Два участника започват мач ринга, докато съотборника (или съотборниците) му чакат извън ринга за смяна с друг кечист, често се сменят като докоснат неочакващ участник на ринга. Версии като този включват Четириъгълният сървайвъл или мача Шесторен разгром в Ринга на честта. На участниците им е позволено да напуснат тяхното място и да атакуват кечисти извън ринга, както когато един или двама кечисти са били хвърлени над горното въже.

### Шампионска суматоха
WWE включват мач наречен Шампионска суматоха в който нито един от петимата кечисти не е елиминиран. Двама започват мача и на всеки пет минути друг кечисти се включва. След като последния кечист влезе, има предварително определен лимит на времето. Всеки път, когато кечист отбележи туш или предаване, той става новия шампион – някои не се смятат за смени на носители. Победителят е последния човек, отбелязал туш или предаване, докато времето не изтече. На скорошната суматоха в WWE е на Сбиването през 2009, където Томи Дриймър успешно защитава Титлата на ECW срещу Крисчън, Джак Фукльото, Марк Хенри и Финли.

### Мачове с елиминации
Повечето мачове, включващи голям брой участници са типично елиминационни мачове. Тези мачове могат да започнат нормално, където всички кечисти са на ринга по едно и също време, или може да започне разсрочено, когато кечистите влизат на интервали от време.
Най-общият пример за мач с елиминации е мач Троен танц, където първият туш елиминира само туширания или предадения кечист. Мачът Троен танц е популизиран в ECW, където се превръща в обикновена специалност на шампионата. Името елиминационен мач Фатална четворка често замества мястото на мач Четворен танц. Някои компании използват отборна версия, където два кечиста са на ринга по едно и също време, докато другите участници са извън него, като Шесторното предизвикателство, в който шест кечисти участват, двама в ринга и четири са извън него.

### Кралска битка
Вид мач с много участници, в който кечистите се елиминират, докато остане само един. Типичната Кралска битка започна с 20 участници на ринга, които са елиминирани, когато са хвърлени над горното въже и двата крака трябва да докоснат пода на залата (това понякога е познато като „Правилото на Шон Майкълс“, тъй като на Кралското меле през 1995, в което той е хвърлен над въжетата, задържа се на горното въже и само единият му крак докосва пода).

### Пореден мач
Пореден мач (Turmoil) или мач с жребии (Gauntlet) е бърза серия от мачове един на един, водещи се до един туш. Двама борци започват мача и са заменени, когато един е елиминиран (чрез туш или предаване). След като предварително определения брой състезатели са участвали в мача, последният човек, който не е елиминиран се обявява за победителя. Поредният мач може да се играе в множество „части“, като част от един сюжет (където добрия борец трябва да се изправи пред поредица от подчинени лоши състезатели, и след това самия лош кечист, например) – това е често срещано в WCW в началото на 1990-те години. Участник, участващ в мача може да се каже, че той „определя ръкавицата“ (в повечето случаи това наименование се запазва за тези, които участват за по-голямата част на мача).
Мача може също да бъде посочен като Състезание, както от Отборен пореден мач, който има правилата на Поредния мач, включваща отбори.
То може също така да бъде Мач с хандикап 1 на 3/4. За разлика от отборните мачове, на отбора от трима/четирима отправя предизвикателство към лицето, затруднен индивидуално, докато не падне на земята, и срещата не приключи.

### Серийни версии
Понякога, един мач се счита като серия от малки мачове, които могат да се провеждат едновременно, последователно или дори в различни предавания. Най-честата форма на сериен мач е разширяването на концепцията за един туш на поредица от тушове, най-често е „Най-доброто от две от три“ (известен като мач два от три туша). Тези видове серийни мачове често са резервирани до финалния мач за да се подчертае равенство между борците, участващи, обаче, дълга серия може да бъде съкратена поради сюжет или други фактори. Серийни мачове могат да включват един и същи вид мач през цялото време, или могат да използват различни видове мачове за част или за всички от поредицата. Сериен мач може и не може да включва същите борци през цялото време (като например, когато основния претендент е принуден да използва заместник в случай на нараняване). В TNA, Отборна или Тройна отбора заплаха в сериите най-доброто от три или най-доброто от пет са често използвани за определяне на Отборни шампиони, където победителят от първия мач може да определи условие за следващия мач. На КечМания 2000, има мач Тройна заплаха с два туша, вместо използването на формата „най-доброто от“, защото всеки туш беше за различна титла, в този случай Интерконтиненталната и Европейската титла.

### Мач за норматив
Мач с норматив е мач, където обикновено два кечиста се изправят един срещу друг и трябва да победят своя противник преди часовникът да изтече. По този начин, победителя обикновено получава някакъв вид награда в замяна, като например включване в мач за титла. Версия на това се случва на 20 ноември 2013 в епизод на NXT. Този мач има двама кечиста, те завършват мача, и това време се използва като интервал за други двама, за да завършат мача си, и така нататък. Кечистът, спечелил за най-кратко време става главен претендент за Титлата на NXT.
Първият някога мач за норматив с диви се проведжа на 31 август 2015 в епизод на Първична сила. Пейдж, Беки Линч и Шарлът, се изправят срещу различни опонентки за да спечелят мач за Титлата на Дивите срещу Ники Бела на Нощта на шампионите.